# Ileana Lazariuc
Ileana Lazariuc (născută Elena Crigănuță; n. 12 aprilie 1982, Băcioi, municipiul Chișinău) este o actriță, cântăreață și fotomodel român originară din Republica Moldova. Ea este fiica cea mică a cântăreței Anastasia Lazariuc și a lui Gheorghe Crigănuță.
A debutat la vârsta de 15 ani ca fotomodel, trăind începând din anul 1991 împreună cu mama sa. Ileana Lazariuc a făcut parte din formația de muzică Trinity.
La data de 7 martie 2008, ea a născut la Paris un copil (Alexandru), din relația sa cu Ion Ion Țiriac, fiul omului de afaceri Ion Țiriac.

## Filmografie
- Entre chiens et loups (2002) - Dansatoare
- Burlacii (serial TV, 2005) - Cerasella
- Attack Force (2006) - Queen
- Chiquititas (2007) - Diana Marascu / Didi Marascu
- Gala (serial TV, 2007) - participare specială
- Supraviețuitorul (2008) - Zarada